# Wouter de Winther
Wouter de Winther (Amsterdam, 14 februari 1979) is een Nederlands journalist. 
De Winther is een politiek verslaggever bij De Telegraaf en schrijft een politieke column. Daarvoor werkte hij bij BNR Nieuwsradio.

## Loopbaan
De Winther studeerde politicologie en communicatie. Na zijn studie ging hij in 2004 aan de slag als politiek verslaggever bij BNR Nieuwsradio. In 2007 had De Winther bij BNR zijn grootste scoop: hij kreeg als eerste het regeerakkoord voor kabinet-Balkenende IV in handen. De Winther ontdekte dat de kopieerapparaten in de Tweede Kamer een geheugenfunctie hadden en wist zo op de gang van de fractie van de ChristenUnie een uitdraai te maken. 
De Winther verliet na BNR de journalistiek om als woordvoerder aan de slag te gaan bij de overheid. Hij werkte onder andere voor het Ministerie van Onderwijs, Cultuur en Wetenschap. Zo was hij de woordvoerder van PvdA-politica Sharon Dijksma toen zij staatssecretaris was op dat departement. Zij zegt nog steeds 'goed contact' te onderhouden met de journalist.
Na zijn uitstap naar de overheid keerde De Winther terug in de journalistiek bij De Telegraaf. Later werd hij voor die krant politiek commentator en columnist. Tot 1 maart 2020 was hij ook chef parlement bij deze krant. In die rol werd hij opgevolgd door Inge Lengton.
Hij is geregeld te zien in praatprogramma's op de televisie, waaronder Beau, Eva, Goedemorgen Nederland, Nieuws van de Dag en Vandaag Inside en voorheen bij Jinek, Op1 en Pauw. 
Sinds 6 mei 2020 heeft hij een wekelijkse podcast bij De Telegraaf over de politieke actualiteit genaamd Afhameren met Wouter de Winther, gepresenteerd door Pim Sedee.